# Модрополе
Модрополе (пол. Modropole) — село в Польщі, у гміні Дрезденко Стшелецько-Дрезденецького повіту Любуського воєводства.
Населення — 69 осіб (2011).
У 1975-1998 роках село належало до Гожовського воєводства.

## Демографія
Демографічна структура станом на 31 березня 2011 року:
|          | Загалом | Допрацездатний вік | Працездатний вік | Постпрацездатний вік |
| -------- | ------- | ------------------ | ---------------- | -------------------- |
| Чоловіки | 41      | 6                  | 31               | 4                    |
| Жінки    | 28      | 3                  | 14               | 11                   |
| Разом    | 69      | 9                  | 45               | 15                   |